# Macrodiplosis claytoniae
Macrodiplosis claytoniae är en tvåvingeart som först beskrevs av Ephraim Porter Felt 1907.  Macrodiplosis claytoniae ingår i släktet Macrodiplosis och familjen gallmyggor.
Artens utbredningsområde är New York. Inga underarter finns listade i Catalogue of Life.